# Monastère de la Résurrection de Novodievitchi
Pour les articles homonymes, voir Novodievitchi.
Le monastère de la Résurrection de Novodievitchi de Saint-Pétersbourg, en Russie, est un couvent du diocèse de Saint-Pétersbourg appartenant à l'Église orthodoxe russe. Il est situé au 100 Perspective Moskovski.

## Histoire du monastère
Initialement, le monastère de la Résurrection pour femmes devait être construit sur le site de la cour Smolny sur la Neva. Le 30 octobre 1748, par décret de l'impératrice Elisabeth Ire, le monastère de Smolny a été fondé. Cependant, la construction fut retardée en raison de la guerre de Sept Ans. Ce n'est qu'en 1764 que l'abbesse et cinq religieuses y furent nommées. Le monastère cessa d'exister en 1822, date à laquelle il n'y resta plus une seule religieuse.
Le couvent de première classe de Saint-Pétersbourg fut rénové le 14  mars 1845 par Nicolas Ier. Les religieuses furent placées sur l'île Vassilievski, dans l'ancien bâtiment du Collège théologique grec uniate, aujourd'hui supprimé. Et les services  étaient célébrés dans l'église inférieure de l'église voisine de l'Annonciation. En 1854, les religieuses s'installèrent officiellement dans le complexe reconstruit. 

### Période soviétique
En 1918, le monastère fut supprimé, mais continua d'exister de manière ponctuelle. Des biens et des objets de valeur appartenant à l’Église ont été confisqués. Fin 1919, les moines créent une communauté de travail autour de la paroisse de la cathédrale de la Résurrection.
Entre 1928 et 1937, le bâtiment de l'abbé du monastère servait de résidence aux métropolites de Leningrad. En 1929-1932, la cathédrale principale et toutes les églises du monastère furent fermées, à l'exception de celle où se trouvait la résidence du métropolite, le clocher du monastère fut démoli ; en février 1932, environ 90 religieuses et novices qui vivaient dans les bâtiments du monastère furent arrêtées et déportées.
À la fin de 1937, la vie ecclésiastique du monastère cessa complètement : la dernière église encore en activité fut fermée et la résidence du métropolite fut confisquée.

### L'ère post-soviétique
Depuis 1990, la restauration progressive du monastère a commencé, retrouvant progressivement son ancienne splendeur. En novembre 1995, le monastère a été renouvelé légalement. 
Du 20 au 24 octobre 2011, la Ceinture de la Vierge du monastère de Vatoped sur le mont Athos est présentée au monastère, occasionnant des kilomètres de files d'attente à l'entrée du monastère le long de la perspective Moskovski, l'accès à l'église de Kazan étant ouvert 24 heures sur 24. 

## Cimetière de Novodievitchi
Le cimetière de Novodievitchi sur le site du monastère a été fondé en 1845, avant même la reprise du monastère lui-même. Il est situé dans la partie orientale du monastère. De nombreuses personnalités y sont enterrées, parmi lesquelles les poètes Nikolaï Nekrassov, Fiodor Tiouttchev, Apollon Maïkov, les artistes Mikhaïl Vroubel et Alexandre Golovine, le docteur Sergueï Botkine.